# Daventre Portu
Daventre Portu is een sloeproeivereniging die gevestigd is in de jachthaven aan de Rembrandtkade te Deventer. De vereniging werd opgericht in 2005. Ze beschikt over vier achtpersoons polyester kuikensloepen. Deze worden gebruikt tijdens trainingen op de IJssel en voor wedstrijden in Nederland en in de buurlanden. De namen zijn Schonenvaarder, Bergenvaarder,Visbyvaarder en Stokvisvaarder, verwijzend naar het Hanze-verleden van de stad. Met de sloepen van de vereniging wordt door een tiental verschillende teams geroeid. Er zijn prestatiegerichte en meer recreatieve ploegen. 

## Record
Sinds 21 oktober 2007 heeft Daventre Portu het record voor het afroeien van de gehele lengte van de IJssel op haar naam staan. Volgens de gps die aan boord was, is tijdens deze tocht een afstand van 108 kilometer afgelegd. Een groep van in totaal twaalf roeiers en een stuurman heeft een achtpersoonssloep in de tijd van 9 uur en 50 minuten over de IJssel geroeid. Daarmee is het record van zustervereniging Stad Kampen met ongeveer 55 minuten aangescherpt.